# Dinnies von der Osten

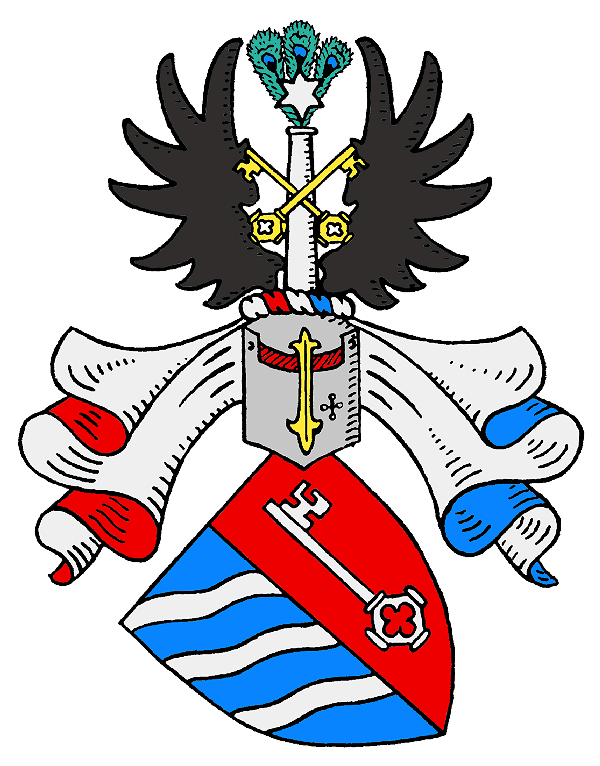
Stammwappen derer von der Osten

Dinnies von der Osten (* um 1414; † 4. Mai 1477) war ein pommerscher Ritter und Heerführer. In der Familiengeschichte trägt er den Beinamen „der Weise“ (oder „der weiße Ritter“), ohne dass ein Grund für diese Bezeichnung bekannt ist.

## Leben
Dinnies von der Osten entstammte dem in Hinterpommern auf Woldenburg und Plathe ansässigen Adelsgeschlecht von der Osten. Seine Eltern waren Heinrich der Jüngere von der Osten († 1421) und Ursula von Tessen a.d.H. Schmolsin, Tochter des Johann von Tessen und der Sophia von Mitzlaff.
Er erlernte das Kriegshandwerk und wurde 1436 unter Erich von Pommern Statthalter auf Gotland. Später trat er für mehrere Jahre in den Dienst des Königs Friedrich IV. und wurde 1452 anlässlich dessen Krönung von Kaiser Friedrich III. zum Ritter geschlagen.
Im Jahr 1460 wurde er zum Landvogt der Neumark ernannt. In den 1460er Jahren kam es im Bistum Cammin zu heftigen Streitigkeiten zwischen dem Bischof Henning Iven und der Stadt Kolberg. Dinnies von der Osten führte die zwischen 1200 und 1600 Mann starken Truppen des Bischofs und des mit ihm verbündeten Herzogs Erich II. am 21. Dezember 1462 nachts über die zugefrorene Persante. Der Überraschungsangriff misslang jedoch, obwohl bereits ein Teil der Mannschaften die Stadtmauer in der Nähe des Mühlentores erklommen hatte, und wurde zurückgeschlagen. Dinnies von der Osten ließ danach die Stadtdörfer zerstören. Im Gegenzug wurden durch die Kolberger die Ostenschen Besitzungen verbrannt und sein Festes Haus in Woldenburg belagert. Erst die Vermittlung der pommerschen Städte führte zu einem Waffenstillstand. Dinnies von der Osten schloss erst 1475 Frieden mit Kolberg, während der Bischof von Cammin und der Herzog sich bereits in den Jahren 1466 bis 1468 mit der Stadt geeinigt hatten.
1469 führte er die Abordnung Pommerns zu Friedensverhandlungen nach Petrikau. Im gleichen Jahr schenkte er der Jageteufelschen Stiftung das in der Stettiner Domstraße gegenüber der Marienkirche gelegene Haus seines verstorbenen Sohnes. Dieses blieb bis ins 20. Jahrhundert Sitz der Stiftung.

## Familie
Dinnies von der Osten war in erster Ehe verheiratet mit Anna von Brüsewitz († um 1469) und in zweiter Ehe mit Sophie von Plessen. Aus der ersten Ehe stammen folgende Kinder:
1. Ewald von der Osten (1455–1533), fürstlich pommerscher Landrat und Ritter, ⚭ Sophie von Maltzahn a.d.H. Penzlin (* um 1450–1530)
2. Hedwig von der Osten, ⚭ Ulrich von Borcke, Herr auf Regenwalde und Stramehl (Wulfsberg)
3. Anna Elisabeth Margarethe von der Osten, ⚭ I Wedig von Wedell, ⚭ II Matzke von Borcke
4. Hans von der Osten († 1464)
5. Dorothea von der Osten, ⚭ Rüdiger von Massow († 1462), Herr auf Bartin, Ritter und fürstlich pommerscher Landvogt zu Stolp
6. Anna von der Osten, ⚭ Ventz von Münchow